# آبشار ایل آنسلم-فای
آبشار ایل آنسلم-فای (به انگلیسی: Ile Anselme-Fay) آبشاری است که در کبک، کانادا واقع شده و ارتفاع کلی ریزشگاه آن ۱۵ فوت (۴٫۶ متر) است.